# Wolayta Sodo
Wolayta Sodo (amhàric: ዎላይታ ሶዶ) (Wolayttattuwa: Wolaytta Sooddo) és una ciutat d'Etiòpia, La ciutat és un centre polític i administratiu de la Zona de Wolayta i Estat regional d'Etiòpia del Sud. Té una latitud i longitud de 6° 52′ N, 37° 46′ E amb una altitud entre 1.600 i 2.100 metres (5.200 i 6.900 peus) sobre el nivell del mar. Formava part de l'antic woreda de Sodo que incloïa Sodo Zuria que l'envolta completament.

## Història
A principis de la dècada de 1930, Sodo va ser descrita com l'única àrea de la regió de Bolaita que es podria anomenar un poble. Hi ha un mercat els dissabtes, una línia telefònica a la capital i una oficina de correus cada setmana. El 1958, Sodo era una de les 27 regions d'Etiòpia classificades com a municipis de primera classe. Una sucursal del Banc Comercial d'Etiòpia es va establir entre 1965 i 1968.

## Població

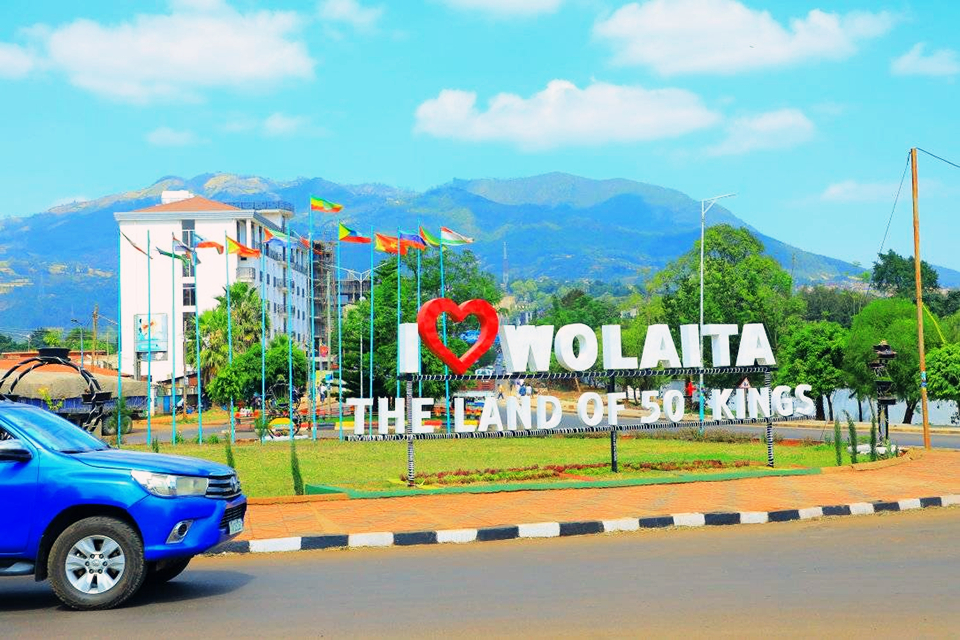
Rotonda de Tona

Segons les estimacions de població del 20023 publicades per l'Oficina d'Estadístiques d'Etiòpia, la població total de la ciutat és de 213.467 habitants, dels quals 108.161 són homes i 105.306 són dones